# مملكة باقرمي

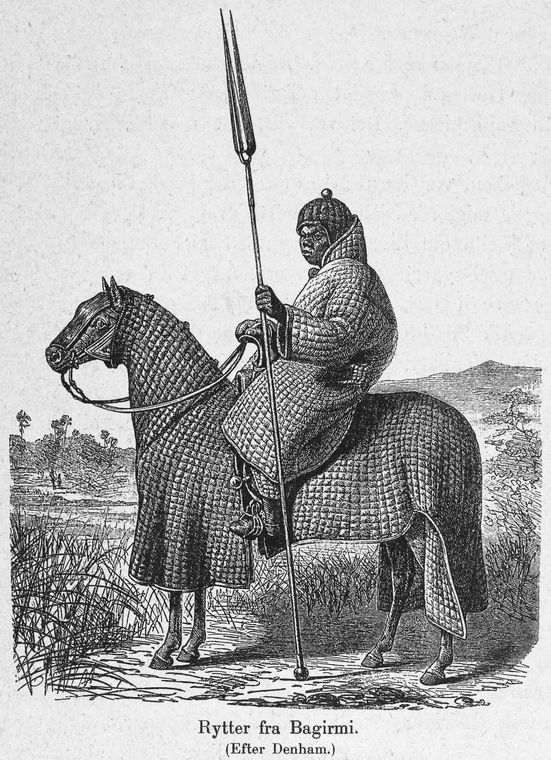
فارس من مملكة باقرمي "صورة من رسم ديكسون دنهام" 1823.

مملكة باقرمي أو سلطنة باجرمي هي مملكة اسلامية. وسبب تأسيسها وقيامها هو الدين الإسلامي حيث أن سكانها كانوا قبائل متفرقة في مملكة كانم إلا أنه عندما دب الضعف في كانم تجمعوا واستقلوا بحكمهم واستقروا. كان أول حكام باقرمي الإسلامية برني بيسى ومن أهم ملوكهم عبد الرحمن جورانج الأول ثم الثاني الذي تحالف مع الاحتلال الفرنسي وقبلهم مالو وابنه عبد الله.

## الموقع
في حوض بحيرة تشاد تقع جنوب شرق كانم.

## سبب التسمية
تعود سبب التسمية نسبةً إلى قبائل الباقرمي التي قامت بتشكيل المملكة وتعود أصول قبائل الباقرمي إلى أصول متعددة فمنها الأصول العربية والكانوري والفلاتة والكتكو. وليس لهم تاريخ يذكر قبل دخول الإسلام.

## الظروف السياسية
سعى الأمين الكانمي إلى استرداد مملكة باقرمي واستمرت الحروب ثمان سنوات وطلب المساعدة والمعونة من حاكم وداي فأعانه في بداية الأمر ولما رأى انشغاله بحروب أخرى استغل ذلك في الاستحواذ على المملكة استولى عليها لنفسه. عانت مملكة باقرمي عدم الاستقرار السياسي منذ نشأتها فكانت في حروب دائمة مع مملكة كانم ومملكة وداي وكذلك السلطان رابح مما دعاها لاحقاً للتحالف مع وداي.